# ژائوشین
ژائوشین (انگلیسی: Zhaoxin) شرکت سخت‌افزار چینی است، که در سال ۲۰۱۳ با سرمایه گذاری مشترک Shanghai Municipal Government و VIA Technologies تأسیس شد. این شرکت پردازنده های سازگار با معماری x86 را تولید می کند. اصطلاح ژائوشین به معنای میلیون هسته است. پردازنده ها تولید شده توسط این شرکت عمدتاً برای بازار چین تولید می شوند. این سرمایه گذاری برای کاهش وابستگی چین به فناوری خارجی انجام شده است.